# Scoglio del Medico
Scoglio del Medico è un'isola dell'Italia sita nel mar Tirreno, in Sicilia.
Amministrativamente appartiene a Ustica, comune italiano della città metropolitana di Palermo.
Si trova 500 metri a ovest dell'isola di Ustica.

## Geografia

### Flora e fauna
Nei pressi dello scoglio del Medico si trova una fauna marina ormai rara nel Mediterraneo, costituita principalmente da barracuda, cernie brune, saraghi, occhiate e ricciole.